# White-Landspitze
White-Landspitze är en bergstopp i Antarktis. Den ligger i Östantarktis. Nya Zeeland gör anspråk på området. Toppen på White-Landspitze är 158 meter över havet.
Terrängen runt White-Landspitze är varierad. Trakten är obefolkad. Det finns inga samhällen i närheten.